# Expansió de Sommerfeld
Una expansió de Sommerfeld és un mètode d'aproximació desenvolupat per Arnold Sommerfeld per a una determinada classe d'integrals que són comuns en la matèria condensada i la física estadística. Físicament, les integrals representen mitjanes estadístiques utilitzant la distribució de Fermi-Dirac.
Quan la temperatura inversa {\displaystyle \beta } és una gran quantitat, la integral es pot expandir en termes de {\displaystyle \beta } com
{\displaystyle \int _{-\infty }^{\infty }{\frac {H(\varepsilon )}{e^{\beta (\varepsilon -\mu )}+1}}\,\mathrm {d} \varepsilon =\int _{-\infty }^{\mu }H(\varepsilon )\,\mathrm {d} \varepsilon +{\frac {\pi ^{2}}{6}}\left({\frac {1}{\beta }}\right)^{2}H^{\prime }(\mu )+O\left({\frac {1}{\beta \mu }}\right)^{4}}
on {\displaystyle H^{\prime }(\mu )} s'utilitza per indicar la derivada de {\displaystyle H(\varepsilon )} avaluat a {\displaystyle \varepsilon =\mu } i on el {\displaystyle O(x^{n})} La notació fa referència al comportament de l'ordre limitant {\displaystyle x^{n}}. L'ampliació només és vàlida si {\displaystyle H(\varepsilon )} desapareix com {\displaystyle \varepsilon \rightarrow -\infty } i no va més ràpid que polinomialment {\displaystyle \varepsilon } com {\displaystyle \varepsilon \rightarrow \infty }. Si la integral és de zero a infinit, aleshores la integral del primer terme de l'expansió és de zero a {\displaystyle \mu } i el segon terme no ha canviat.

## Aplicació al model d'electrons lliures
Les integrals d'aquest tipus apareixen amb freqüència en el càlcul de propietats electròniques, com la capacitat calorífica, en el model d'electrons lliures dels sòlids. En aquests càlculs, la integral anterior expressa el valor esperat de la quantitat {\displaystyle H(\varepsilon )}. Per a aquestes integrals podem identificar {\displaystyle \beta } com la temperatura inversa i {\displaystyle \mu } com el potencial químic. Per tant, l'expansió de Sommerfeld és vàlida per a grans {\displaystyle \beta } sistemes (baixa temperatura).

## Derivació a segon ordre en temperatura
Busquem una expansió que sigui de segon ordre en temperatura, és a dir, a {\displaystyle \tau ^{2}}, on {\displaystyle \beta ^{-1}=\tau =k_{B}T} és el producte de la temperatura i la constant de Boltzmann. Comenceu amb un canvi de variables a {\displaystyle \tau x=\varepsilon -\mu } :
{\displaystyle I=\int _{-\infty }^{\infty }{\frac {H(\varepsilon )}{e^{\beta (\varepsilon -\mu )}+1}}\,\mathrm {d} \varepsilon =\tau \int _{-\infty }^{\infty }{\frac {H(\mu +\tau x)}{e^{x}+1}}\,\mathrm {d} x\,,}
Dividiu el rang d'integració, {\displaystyle I=I_{1}+I_{2}}, i reescriure {\displaystyle I_{1}} utilitzant el canvi de variables {\displaystyle x\rightarrow -x} :
{\displaystyle I=\underbrace {\tau \int _{-\infty }^{0}{\frac {H(\mu +\tau x)}{e^{x}+1}}\,\mathrm {d} x} _{I_{1}}+\underbrace {\tau \int _{0}^{\infty }{\frac {H(\mu +\tau x)}{e^{x}+1}}\,\mathrm {d} x} _{I_{2}}\,.}
{\displaystyle I_{1}=\tau \int _{-\infty }^{0}{\frac {H(\mu +\tau x)}{e^{x}+1}}\,\mathrm {d} x=\tau \int _{0}^{\infty }{\frac {H(\mu -\tau x)}{e^{-x}+1}}\,\mathrm {d} x\,}
A continuació, utilitzeu un "truc" algebraic sobre el denominador de {\displaystyle I_{1}} ,
{\displaystyle {\frac {1}{e^{-x}+1}}=1-{\frac {1}{e^{x}+1}}\,,}
per obtenir:
{\displaystyle I_{1}=\tau \int _{0}^{\infty }H(\mu -\tau x)\,\mathrm {d} x-\tau \int _{0}^{\infty }{\frac {H(\mu -\tau x)}{e^{x}+1}}\,\mathrm {d} x\,}
Torna a les variables originals amb {\displaystyle -\tau \mathrm {d} x=\mathrm {d} \varepsilon } en el primer terme de {\displaystyle I_{1}}. Combina {\displaystyle I=I_{1}+I_{2}} per obtenir:
{\displaystyle I=\int _{-\infty }^{\mu }H(\varepsilon )\,\mathrm {d} \varepsilon +\tau \int _{0}^{\infty }{\frac {H(\mu +\tau x)-H(\mu -\tau x)}{e^{x}+1}}\,\mathrm {d} x\,}
El numerador del segon terme es pot expressar com una aproximació a la primera derivada, sempre que sigui {\displaystyle \tau } és prou petit i {\displaystyle H(\varepsilon )} és prou suau:
{\displaystyle \Delta H=H(\mu +\tau x)-H(\mu -\tau x)\approx 2\tau xH'(\mu )+\cdots \,,}
per obtenir,
{\displaystyle I=\int _{-\infty }^{\mu }H(\varepsilon )\,\mathrm {d} \varepsilon +2\tau ^{2}H'(\mu )\int _{0}^{\infty }{\frac {x\mathrm {d} x}{e^{x}+1}}\,}
Es coneix que la integral definida és:
{\displaystyle \int _{0}^{\infty }{\frac {x\mathrm {d} x}{e^{x}+1}}={\frac {\pi ^{2}}{12}}}
Per tant,
{\displaystyle I=\int _{-\infty }^{\infty }{\frac {H(\varepsilon )}{e^{\beta (\varepsilon -\mu )}+1}}\,\mathrm {d} \varepsilon \approx \int _{-\infty }^{\mu }H(\varepsilon )\,\mathrm {d} \varepsilon +{\frac {\pi ^{2}}{6\beta ^{2}}}H'(\mu )\,}